# 포사토디비코
포사토디비코(이탈리아어: Fossato di Vico)는 이탈리아 움브리아주 페루자도에 있는 코무네다.

## 역사
이 지역내에서 로마 이전 시대의 거주민의 증거라고 할 수 있는 움브리아어로 된 희기한 청동 명판이 발견되어 오고 있다.